# Ana Belén

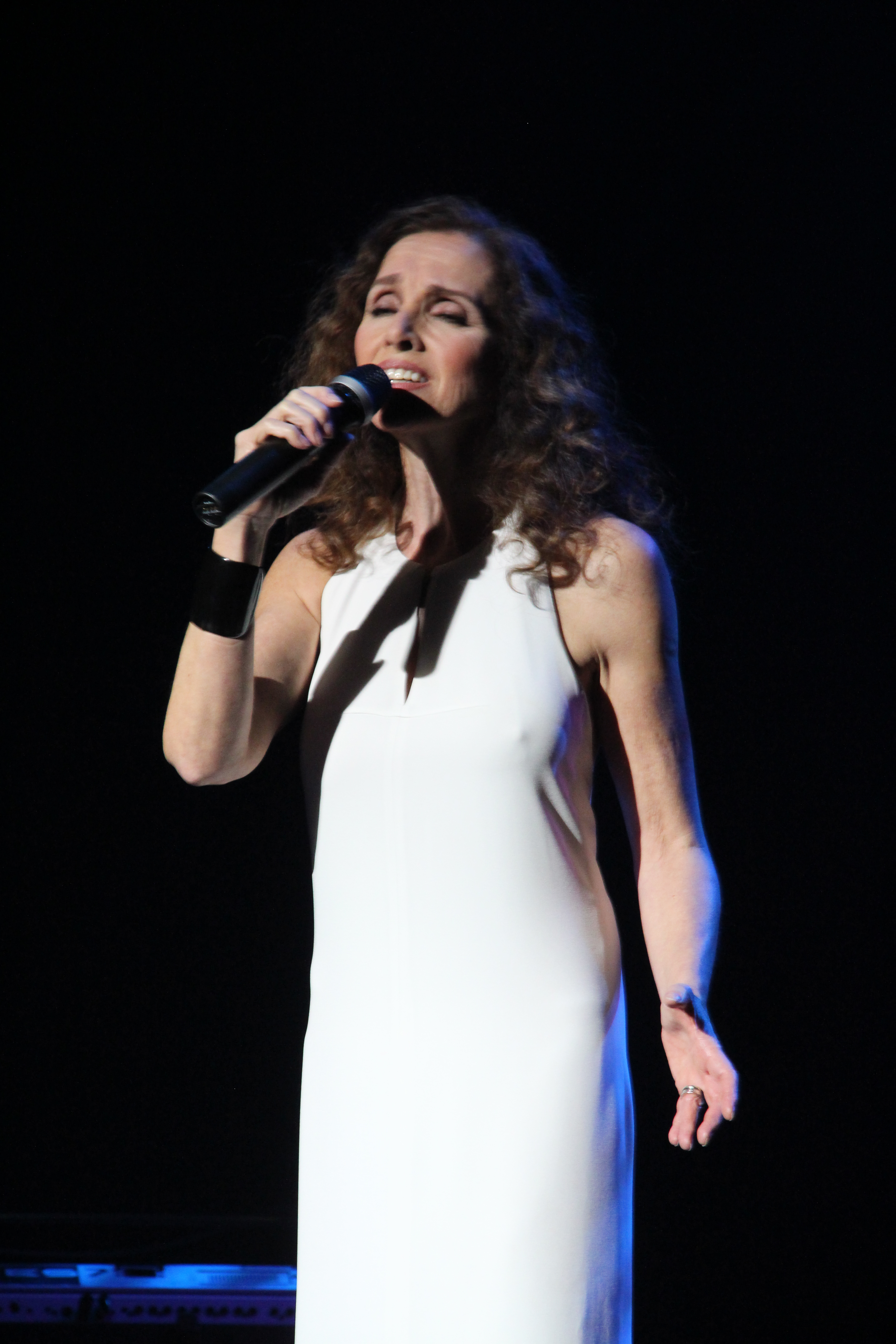
Ana Belén

Ana Belén (* 27. Mai 1951 in Madrid, eigentlich María del Pilar Cuesta Acosta) ist eine spanische Schauspielerin und Sängerin.

## Leben
Sie ist seit 1972 mit dem Pop-Sänger Víctor Manuel verheiratet, den sie bei den Dreharbeiten des Films Morbo kennenlernte. Das Paar hat zwei Kinder.

## Auszeichnungen
Für ihre musikalische sowie ihre theater- und filmschauspielerische Arbeit wurde Belén in Spanien und Lateinamerika vielfach ausgezeichnet. So erhielt sie unter anderem 1996 den Premio Cadena Dial als beste weibliche Solistin und den Premio Martín Fierro als beste ausländische Sängerin in Argentinien. Den Premio Fotogramas de Plata erhielt sie 1994 und 2007 als beste Theater- und 1994 als beste Filmschauspielerin. 2015 wurde sie mit dem Premio Actúa ausgezeichnet und erhielt 2017 den „Ehren-Goya“ (Premio Goya de honor) der spanischen Filmakademie (Academia de las Artes y las Ciencias Cinematográficas de España) für ihr Lebenswerk.

## Filmografie

### Als Schauspielerin
- 1965: Zampo y yo (Regie: Luis Lucía)
- 1971: Españolas en París (Regie: Roberto Bodegas)
- 1971: Aunque la hormona se vista de seda (Regie: Vicente Escrivá)
- 1973: Separación matrimonial (Regie: Angelino Fons)
- 1973: Al diablo, con amor (Regie: Gonzalo Suárez)
- 1974: Tormento (Regie: Pedro Olea, in einer weiteren Rolle Francisco Rabal)
- 1974: A flor de piel (Regie: Luis Eduardo Aute)
- 1974: Vida conyugal sana (Regie: Roberto Bodegas)
- 1974: Die Liebe des Schülers Juan (El amor del capitán Brando, Regie: Jaime de Armiñán, in einer weiteren Rolle Fernando Fernán Gómez)
- 1975: Jo, papá (Regie: Jaime de Armiñán)
- 1976: Emilia … parada y fonda (Regie: Angelino Fons)
- 1977: La criatura (Regie: Eloy de la Iglesia)
- 1978: La oscura historia de la prima Montse (Regie: Jordi Cadena)
- 1978: Sonámbulos (Regie: Manuel Gutiérrez Aragón)
- 1979: Jaque a la dama (Regie: Francisco Rodríguez)
- 1979: El Buscón (Regie: Luciano Berriatua)
- 1980: Cuentos eróticos (Regie: Jaime Chavarri, Josefina Molina, Fernando Colomo)
- 1982: Der Bienenkorb (La colmena, Regie: Mario Camus)
- 1982: Dämonen im Garten (Demonios en el jardín, Regie: Manuel Gutiérrez Aragón, in weiteren Rollen Ángela Molina, Imanol Arias und Encarna Paso)
- 1985: La corte de Faraón (Regie: José Luis García Sánchez, in weiteren Rollen Fernando Fernán Gómez, Agustín González und Antonio Banderas)
- 1985: Sé infiel y no mires con quién (Regie: Fernando Trueba, in weiteren Rollen Carmen Maura, Antonio Resines und Santiago Ramos)
- 1986: Bilbao Blues (Adiós pequeña, Regie: Imanol Uribe)
- 1987: Bernarda Albas Haus (La casa de Bernarda Alba) – nach der gleichnamigen Tragödie von Federico García Lorca
- 1987: Divinas palabras (Regie: José Luis García Sánchez, Verfilmung eines Stücks von Ramón María del Valle-Inclán, in weiteren Rollen Imanol Arias und Francisco Rabal)
- 1988: Miss Caribe (Regie: Fernando Colomo)
- 1989: El vuelo de la paloma (Regie: José Luis García Sánchez)
- 1992: Después del sueño (Regie: Mario Camus)
- 1993: Rosa rosae (Regie: Fernando Colomo, in einer weiteren Rolle María Barranco)
- 1993: El marido perfecto (Regie: Beda Docampo Feijóo, in einer weiteren Rolle Tim Roth)
- 1993: Tirano Banderas (Regie: José Luis García Sánchez)
- 1994: Im Sog der Leidenschaft (La pasión turca, Regie: Vicente Aranda, in einer weiteren Rolle Georges Corraface)
- 1996: Libertarias (Regie: Vicente Aranda, in weiteren Rollen Victoria Abril und Ariadna Gil)
- 1996: Wer liebt, lebt gefährlich (El amor perjudica seriamente la salud) (Regie: Manuel Gómez Pereira)
- 1999: Cada día hay más besos (Kurzfilm, Regie: Gregorio Guzmán)
- 2001: Antigua vida mía (Regie: Héctor Olivera, in einer weiteren Rolle Cecilia Roth)
- 2004: Cosas que hacen que la vida valga la pena (Regie: Manuel Gómez Pereira, in einer weiteren Rolle Eduard Fernández)
- 2016: La reina de España (Regie: Fernando Trueba, in einer weiteren Rolle Penélope Cruz)

Nur wenige ihrer Filme sind auch in den deutschsprachigen Verleih gekommen.

### Als Regisseurin
- 1991: Perfekte Frauen haben’s schwer (Cómo ser mujer y no morir en el intento), mit Carmen Maura und Antonio Resines

## Diskografie

### Alben
| Jahr | Titel                             | Höchstplatzierung, Gesamtwochen, AuszeichnungChartsChartplatzierungen (Jahr, Titel, Platzierungen, Wochen, Auszeichnungen, Anmerkungen) | Anmerkungen                                            |
| Jahr | Titel                             | ES | Anmerkungen                                            |
| ---- | --------------------------------- | --- | ------------------------------------------------------ |
| 2003 | Viva L’Italia                     | ES17 Gold · (14 Wo.)ES | Erstveröffentlichung: 21. Oktober 2003                 |
| 2006 | Una canción me trajo aquí         | ES7 (11 Wo.)ES | mit Víctor Manuel                                      |
| 2007 | Anatomía                          | ES5 Gold · (9 Wo.)ES | Erstveröffentlichung: 6. März 2007                     |
| 2008 | Los grandes éxitos... y mucho más | ES23 Gold · (20 Wo.)ES |                                                        |
| 2011 | A Los Hombres Que Amé             | ES15 Gold · (20 Wo.)ES | Erstveröffentlichung: Oktober 2011                     |
| 2015 | Canciones regaladas               | ES4 (23 Wo.)ES | Erstveröffentlichung: 21. April 2015 mit Víctor Manuel |
| 2017 | Dual                              | ES13 (16 Wo.)ES | Erstveröffentlichung: 24. November 2017                |
| 2018 | Vida                              | ES10 (7 Wo.)ES | Erstveröffentlichung: 23. November 2018                |
| 2021 | Ana Belén 70                      | ES18 (5 Wo.)ES | Erstveröffentlichung: 21. Mai 2021                     |
| 2025 | Vengo con los ojos nuevos         | ES41 (… Wo.)ES | Erstveröffentlichung: 20. Juni 2021                    |

grau schraffiert: keine Chartdaten aus diesem Jahr verfügbar
Weitere Alben
- 1965: Zampo y yo
- 1965: Qué difícil es tener 18 años
- 1973: Al diablo con amor (Tonstreifen)
- 1973: Tierra
- 1975: Calle del Oso
- 1976: La paloma del vuelo popular
- 1977: De paso
- 1979: Ana
- 1979: Lo mejor de Ana Belén
- 1980: Con las manos llenas
- 1981: Ana Belén (auf Italienisch)
- 1982: Ana el Río
- 1982: Ana Belén (auf Portugiesisch)
- 1983: Victor y Ana en vivo
- 1984: Géminis (ES: Platin)
- 1985: BSO La corte de faraón
- 1986: Para la ternura siempre hay tiempo (mit Víctor Manuel, ES: ×2Doppelplatin )
- 1986: Grandes éxitos
- 1987: BSO Divinas palabras
- 1988: A la sombra de un león (mit Joaquín Sabina, ES: Gold)
- 1989: 26 grandes canciones y una nube blanca
- 1989: Rosa de amor y fuego (ES: Platin)
- 1991: Como una novia
- 1993: Veneno para el corazón (ES: Platin)
- 1994: Mucho más que dos (mit Gijón, ES: ×5Fünffachplatin )
- 1996: 20 éxitos (ES: Gold)
- 1996: El gusto es nuestro (ES: ×3Dreifachplatin )
- 1997: Mírame (Duetts) (ES: ×3Dreifachplatin )
- 1998: Lorquiana. Canciones populares de Federico García Lorca (ES: Gold)
- 1998: Lorquiana. Poemas de Federico García Lorca (ES: Platin)
- 1999: Cantan a Kurt Weill (mit Miguel Ríos)
- 1999: Ana Belén en Argentina
- 2001: Peces de ciudad von Joaquín Sabina (ES: Gold)
- 2001: Dos en la carretera mit Víctor Manuel (ES: Gold)

### Singles (Auswahl)
| Jahr | Titel Album               | Höchstplatzierung, Gesamtwochen, AuszeichnungChartsChartplatzierungen (Jahr, Titel, Album, Platzierungen, Wochen, Auszeichnungen, Anmerkungen) | Anmerkungen                                                                                                  |
| Jahr | Titel Album               | ES | Anmerkungen                                                                                                  |
| ---- | ------------------------- | --- | --- |
| 2014 | Hoy puede ser un gran día | ES4 (4 Wo.)ES | mit Estrella Morente, Miguel Poveda, Miguel Ríos, Pasión Vega, Sergio Dalma, Soledad Giménez & Victor Manuel |

Weitere Singles
- 1979: La Puerta de Alcalá (mit Victor Manuel, ES: Gold)

## Auszeichnungen für Musikverkäufe
| Goldene Schallplatte - Spanien - 2024: für das Lied El emigrante - 2025: für das Lied El hombre del piano |

Anmerkung: Auszeichnungen in Ländern aus den Charttabellen bzw. Chartboxen sind in ebendiesen zu finden.
| Land/RegionAuszeichnungen für Musikverkäufe (Land/Region, Auszeichnungen, Verkäufe, Quellen) | Gold       | Platin       | Verkäufe  | Quellen                         |
| -------------------------------------------------------------------------------------------- | ---------- | ------------ | --------- | ------------------------------- |
| Spanien (Promusicae)                                                                         | 12× Gold12 | 17× Platin17 | 2.150.000 | elportaldemusica.es ES1 ES2 ES3 |
| Insgesamt                                                                                    | 12× Gold12 | 17× Platin17 |           |                                 |